# Wikana

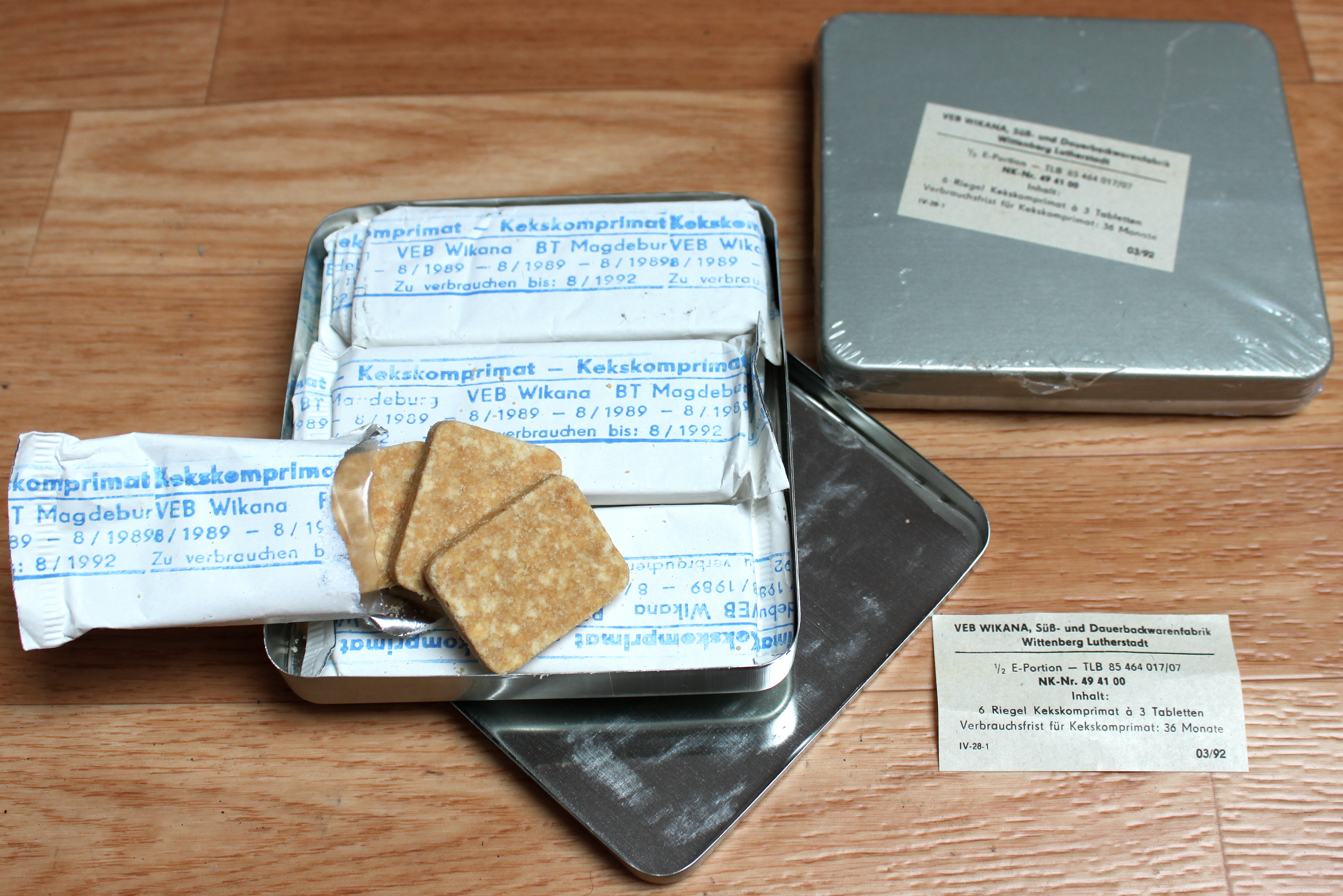
Wikana-Kekse, die für den Manövereinsatz in der NVA bestimmt waren

Die Wikana Keks- und Nahrungsmittel GmbH ist eine seit 1906 bestehende Keksfabrik in der Lutherstadt Wittenberg. Wikana produziert insbesondere in den neuen Bundesländern beliebte Produkte wie die Doppelkekse Wickies, Wikinger und Winner sowie Lutherbrodt und Othello-Kekse. Diese hat es teilweise bereits zu DDR-Zeiten gegeben.
1906 wurde die Firma in Wittenberg als Kant Chokoladenfabrik AG gegründet. Im Zweiten Weltkrieg wurde die Produktion eingestellt, danach am alten Standort wieder aufgenommen. 1950 erfolgte dann die Eingliederung des Unternehmens Nadena. 1953 wurde die Firma als VEB Süßwarenfabrik Nadena Kant verstaatlicht. Der bereits seit 1954 verwendete Name Wikana leitet sich von Wittenberg, Kant und Nadena ab.
Es werden insgesamt 5000 Tonnen Gebäck pro Jahr hergestellt. Das Unternehmen ist der einzige Hersteller in den neuen Bundesländern, der auch Kekse füllt. Mit den insgesamt 36 Sorten setzte das Unternehmen 2006 acht Millionen Euro um. Im Jahr 2014 betrug der Umsatz 16,6 Millionen Euro bei 120 Sorten – davon 50 der Marke Wikana.
Wikana war die zweitgrößte Keksfabrik der DDR und beschäftigte 1989 rund 500 Mitarbeiter. Mit der deutschen Wiedervereinigung verlor das Unternehmen aufgrund des Wegfalles seines größten Abnehmers NVA (Dauerbackwaren für Lager- und Manöverbestände) – aber auch wegen der starken westdeutschen Konkurrenz – den größten Teil seines Absatzmarktes und stand vor der Schließung. Ab 1992 wurde das Unternehmen mit zunächst 20 ehemaligen Mitarbeitern wieder neu aufgebaut und hatte einen Umsatz von 0,5 Mio. Euro. Aus Landes- und EU-Mitteln wurden drei Millionen Euro in neue Produktionsanlagen investiert, unter anderem in eine sogenannte Sandwichanlage, die Füllungen zwischen Kekse spritzen kann. 2013 waren bereits über 80 und 2014 120 Mitarbeiter tätig.